# Chestnut Mare
Chestnut Mare è un brano musicale composto da Roger McGuinn e Jacques Levy nel 1969 per il progetto abortito di un musical country rock intitolato Gene Tryp, pubblicato come singolo nell'ottobre del 1970 dal gruppo folk rock statunitense The Byrds e inserito nell'album (Untitled).
Il singolo (lato B Just a Season) raggiunse la posizione numero 121 della classifica statunitense Billboard Hot 100 e la numero 19 in Gran Bretagna.